# القايات
قرية القايات هي إحدى القرى التابعة لمركز العدوة بمحافظة المنيا في جمهورية مصر العربية. حسب إحصاءات سنة 2006، بلغ إجمالي السكان في القايات 10938 نسمة، منهم 5523 رجلا و5415 امرأة.

## أعلامها
- محمد عبد الجواد القاياتي، (1838 - 1902) فقيه شافعي وكاتب وشاعر.